# Свети Георги (Злести)
Вижте пояснителната страница за други значения на Свети Георги.
„Свети Георги“ (на македонска литературна норма: „Свети Ѓорѓи“) е възрожденска православна църква в охридското село Злести, Северна Македония. Църквата е под управлението на Дебърско-Кичевската епархия на Македонска православна църква. Административно принадлежи към Белчишката парохия на Охридското архиерейско наместничество.
Църквата е гробищен храм, построен в 1892 година. В 1897 година българският митрополит Методий Охридски поръчва иконостаса, амвона и владишкия трон на храма на дебърския резбар Яким Тодоров. В храма има икони на Кръстьо Николов.